# Fußgängerbrücke Zerpenschleuse
Die Fußgängerbrücke Zerpenschleuse ist eine südöstlich liegende Fußgängerbrücke in Zerpenschleuse in der Gemeinde Wandlitz im Landkreis Barnim.

## Geschichte
Die 1965 erbaute Brücke führt am Kilometer 50,14 über die Bundeswasserstraße Havel-Oder-Wasserstraße. Sie erhielt im Jahr 2007 ein neues Geländer. Zwischen September und Dezember 2008 ließ die Wasser- und Schifffahrtsverwaltung Instandsetzungsarbeiten durchführen, wobei der Fahrbahnbelag sowie die Überbauabdichtung erneuert wurden und die Übergangskonstruktionen aus- bzw. neu entstanden. Die Flügelkappen wurden erneuert, Betonelemente instand gesetzt und die Böschungstreppen wiederherstellt. Die Baukosten von rund 200.000 Euro trug die Gemeinde Wandlitz zu sechs Prozent sowie die Wasser- und Schifffahrtsverwaltung zu 94 Prozent. Die Fußgängerbrücke wurde am 18. Dezember 2008 mit den Vertretern der Gemeinde Wandlitz und des Wasser- und Schifffahrtsamtes Eberswalde zusammen mit den am Bau beteiligten Unternehmen wieder freigegeben.